# Marty McFly

Marty McFly

Martin Seamus "Marty" McFly este un personaj fictiv din trilogia Înapoi în viitor. Este portretizat de actorul Michael J. Fox. De asemenea, personajul mai apare în serialul animat conex, unde este sonorizat de David Kaufman. În jocul video creat de Telltale Games, este sonorizat de A.J Locascio; în unele părți fiind și vocea lui Fox. În 2008, Marty McFly a fost ales de Empire Magazine drept al 39-lea cel mai bun personaj din toate timpurile.
Eric Stoltz a fost cel selectat inițial pentru a jcua rolul lui Marty McFly, dar după cinci săptămâni de filmări pentru scenele din primul film, regizorul Robert Zemeckis și producătorul executiv Steven Spielberg au decis să-i acorde rolul lui Michael J. Fox.